# (1255) Schilowa
(1255) Schilowa – planetoida z pasa głównego asteroid okrążająca Słońce w ciągu 5 lat i 216 dni w średniej odległości 3,15 au. Została odkryta 8 lipca 1932 roku w Obserwatorium Simejiz na górze Koszka na Półwyspie Krymskim przez Grigorija Nieujmina. Nazwa planetoidy pochodzi od Mariji Wasiljewnej Schilowej, rosyjskiej astronom, która obliczyła jej orbitę. Przed nadaniem nazwy planetoida nosiła oznaczenie tymczasowe (1255) 1932 NC.